# 74-та вулиця (Мангеттен)
74-та вулиця (англ. 74th Street) — вулиця зі сходу на захід, по якій проходять пішохідні та автомобільні/велосипедні смуги в східному напрямку в Нью-Йоркському боро Мангеттен. Проходить через район Верхній Іст-Сайд (за ZIP-кодом 10021, де відома як схід 74-тої вулиці) та район Верхній Вест-Сайд (за ZIP-кодом 10023, де відома як захід 74-тої вулиці), по обидві сторони пролягає Центральний парк.

## Історія
У 1639 році на розі сходу 74-ї вулиці та Другої авеню в голландському поселенні Новий Амстердам стояла лісопилка Colony, де поневолені африканські робітники різали деревину.
У 1664 році англійці захопили у голландців Мангеттен і голландську колонію Новий Амстердам. Англійський колоніальний губернатор провінції Нью-Йорк Річард Ніколлс зробив 74-ту вулицю, що починається від Іст-Рівер, патентною лінією на південному кордоні (яку називали «Гарлемською лінією») поселення Нью-Гарлем (пізніше село Гарлем). Британці також перейменували поселення в «Ланкастер».